# Roberto Castelli

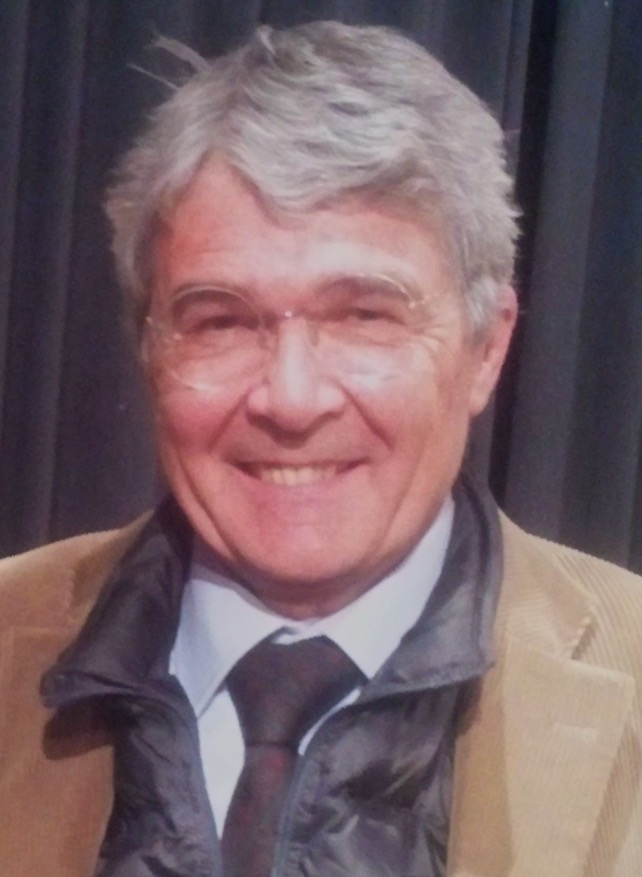
Roberto Castelli

Roberto Castelli (Lecco , 12 juli 1946) is een Italiaans politicus, lid van de Lega Nord en minister van Justitie in het Kabinet Berlusconi-III. Op dit moment woont hij in Cisano Bergamasco (Bergamo).

## Loopbaan
In 1971 studeert hij af als technisch ingenieur in Milaan, en specialiseert zich vervolgens in de Verenigde Staten en Groot-Brittannië. Lange tijd heeft hij zich beziggehouden met technologisch onderzoek ter vermindering van elektronisch lawaai. Tevens trad hij lange tijd op als technisch adviseur van de Europese Commissie. Castelli heeft vele werken gepubliceerd waardoor hij niet alleen in Italië maar ook in het buitenland bekend is geworden, en zelfs heeft hij opleidingen ontwerpen voor ingenieurs.

## Politieke carrière
Pas op veertigjarige leeftijd wordt Castelli politiek actief. In 1986 sluit hij zich aan bij de Lega Lombardia, waarvan hij in 1987 activist wordt. In 2000 wordt hij gekozen tot voorzitter van de provinciale sectie van de Lega di Como, en daarna secretaris in de gemeenteraad van Lecco. Op 5 april 1992 komt Castelli voor het eerst in de Kamer terecht volgens het evenredige kiesstelsel, en in 1996 komt hij in de Senaat. Na vicevoorzitter te zijn geweest in de Kamer van 1999 tot 2001 van de Lega Nord, wordt hij voorzitter van de parlementaire vertegenwoordiging van de Lega Nord in de Senaat.
In 2000 is hij een van de promotors van het "Casa delle Libertà" (Huis van de vrijheden), waarvan hij tevens vicevoorzitter is. Vanaf het begin is hij leidinggevende van "L'Officina", waar voorstellen van het overheidsbeleid van de coalitie "Casa delle Libertà" worden gemaakt. In 2001 wordt Castelli voor de vierde keer herkozen in het parlement en wordt dan ook benoemd tot minister van Justitie in het kabinet Berlusconi III.
Castelli zegt te zijn geïnspireerd door Bertrand Russell: "Een man wordt niet beoordeeld op wat hij zegt of schrijft, maar op wat hij doet." In zijn politieke carrière komt Castelli op voor de burgerrechten, voor de familie, de bescherming van de lokale cultuur en de veiligheid van de burger.
Buiten zijn politieke leven houdt hij er erg van in de buitenlucht actief bezig te zijn. Zo houdt hij erg van zeilen, trekking, skiën en alpinesport. Hij is zelfs voorzitter van de parlementaire groep van vrienden van de bergen.